# Titularbistum Camuliana
Camuliana ist ein Titularbistum der römisch-katholischen Kirche.
Es geht zurück auf einen untergegangenen Bischofssitz in der gleichnamigen antiken Stadt, die in der römischen Provinz Cappadocia Prima im Zentrum Kleinasiens lag. Der Bischofssitz war der Kirchenprovinz Caesarea in Kappadokien zugeordnet. 
| Titularbischöfe von Camuliana |                                |                                                                 |                  |                  |
| Nr.                           | Name                           | Amt                                                             | von              | bis              |
| 1                             | John Joseph Dunn               | Weihbischof in New York (USA)                                   | 19. August 1921  | 31. August 1933  |
| 2                             | John Bernard Kevenhoerster OSB | Präfekt der Bahamas, Apostolischer Vikar der Bahamas (Antillen) | 27. Oktober 1933 | 9. Dezember 1949 |
| 3                             | Piotr Dudziec                  | Weihbischof in Płock (Polen)                                    | 12. Juni 1950    | 13. Juni 1970    |